# Kuba O.
Kuba O., również ₪, właściwie Jakub Ostapowicz – polski producent muzyczny, związany z warszawską sceną hip-hopową, znany z działalności w zespołach JWP i Hewra (której był współzałożycielem), supergrupie PCP oraz kolektywie HEWRA MOBBYN.
Współpracował z takimi wykonawcami, jak WWO, Kaz Bałagane, Włodi, Hemp Gru, Tuzza, Yung Adisz, Fu, czy Molesta Ewenement.
Bratem Kuby O. jest Michał Ostapowicz, DJ działający pod pseudonimem „Mic Ostap”.

## Dyskografia

### Albumy studyjne
| Album                      | Dane                                                   | Pozycja na liście | Uwagi                   | Przypisy    |
| Album                      | Dane                                                   | POL               | Uwagi                   | Przypisy    |
| -------------------------- | ------------------------------------------------------ | ----------------- | ----------------------- | ----------- |
| Północ Centrum Południe    | - data: 26 kwietnia 2004 - wydawca: Vabank Records     | –                 | z PCP, członek formacji | [ 2 ]       |
| Numer jeden wróg publiczny | - data: 5 października 2007 - wydawca: EmbargoNagrania | 17                | z JWP, członek formacji | [ 3 ] [ 4 ] |

### Kompilacje
| Album                        | Dane                                            | Uwagi                            | Przypisy |
| ---------------------------- | ----------------------------------------------- | -------------------------------- | -------- |
| HEWRA/MOBBYN.rar             | - data: 2016 - wydawca: wydanie własne          | z HEWRA MOBBYN, członek formacji | [ 5 ]    |
| Made in Hewra (2016, vol. 1) | - data: 21 marca 2021 - wydawca: wydanie własne | z Hewrą, członek formacji        | [ 6 ]    |

### Wyprodukowane utwory
Źródła.
| Rok  | Album                                | Utwór |
| ---- | ------------------------------------ | --- |
| 2000 | WWO – Masz i pomyśl                  | „Dobro i zło – outro” (gościnnie: Fu) |
| 2001 | Fu – N.O.C.C.                        | „Showgeszeft” (gościnnie: Jędker, Sokół, Wigor) |
| 2002 | Intoksynator – Wielkie hity          | „Galimatias” (gościnnie: Doni, Kosi) |
| 2004 | Hemp Gru – Klucz                     | „Ej ty kolo” (gościnnie: Plankton) |
| 2005 | U ciebie w mieście 2                 | „Intro” Vienio, Pezet, O.S.T.R., Ero, Foster, Pele, Lil’ Dap – „U ciebie w mieście 2” Ero, Foster, Kosi, Doni – „Żyje… 2” Seti – „Why Didn’t You” „Outro” |
| 2005 | Włodi – W...                         | „Zobacz, co się dzieje na podwórku” |
| 2005 | Juras & Wigor – Wysokie loty         | „Hipnoza” |
| 2005 | WWO – Witam was w rzeczywistości     | „Smak chwili” (gościnnie: Wilku, Dry, Demon One) |
| 2006 | Prosto Mixtape Deszczu Strugi        | ZIP Skład, Hemp Gru, Małolat – „Prosto” Fundacja nr 1 – „Nic straconego” Małolat, Ward, Pono, Tadek, Bosski Roman, Juras, Roman, Wigor – „Jedziesz 2” |
| 2006 | RBK Hip Hop Tour 2006                | O.S.T.R. – „Opijamy (Kuba O. remix)” (gościnnie: Kochan) |
| 2008 | Molesta Ewenement – Molesta i kumple | „Tu jest tak” |
| 2009 | Pyskaty – Pysk w pysk                | „Moi ludzie” (gościnnie: Tomiko, Rudy MRW) |
| 2017 | Kaz Bałagane – Narkopop              | „Prosciutto Crudo” |
| 2017 | Mobbyn – Mobbyn                      | Oyche Doniz – „Zapasy” Młody Dron, Don Poldon, Belmondo – „Harry Pothed” Belmondo, Młody Dron – „Bezkitu” Belmondo, Amen Pacierzu – „Gaśnica” Kaz Bałagane, Oyche Doniz, Młody Dron, Amen Pacierzu, Belmondo – „Serengeti” Belmondo – „San Salvador” Amen Pacierzu, Oyche Doniz – „Sypie się papier” Młody Dron, Belmondo, Amen Pacierzu – „Młyn” |
| 2018 | Tuzza – Fino Alla Fine               | „Jupitery” (gościnnie: Don Poldon) |
| 2019 | Sokół – Wojtek Sokół                 | „I tak i nie” (gościnnie: Hewra) |
| 2019 | Yung Adisz – Komnata tajemnic        | „Dla siebie z kim chce” |
| 2024 | Don Poldon – Good Guy                | „Tantum Rosa” „Korgo” „Klavvo” (gościnnie: Młody Dron, współprodukcja z Vvaltzem) „Huodnik2020” (gościnnie: Młody Dron) „End Of The Summer” |